# Texcaltic
Texcaltic es una localidad del estado mexicano de Chiapas. Es parte del municipio de Frontera Hidalgo.

## Demografía
| Gráfica de evolución demográfica |
|                                  |

| Censo | Población |
| ----- | --------- |
| 1910  | 27        |
| 1921  | 13        |
| 1930  | 36        |
| 1940  | 65        |
| 1950  | 34        |
| 1960  | 674       |
| 1970  | 788       |
| 1980  | 930       |
| 1990  | 1 192     |
| 2000  | 1 335     |
| 2010  | 1 743     |
| 2020  | 2 169     |